# Zalman Șazar
Shneur Zalman Shazar (născut Rubashov, Shazar fiind prescurtarea numelor Shneur Zalman Rubashov,שנאור זלמן שז"ר în ebraică, n. 24 noiembrie 1889; d. 5 octombrie 1974) a fost un om politic, scriitor și istoric israelian, originar din Belorusia. A fost președinte al Israelului în perioada 21 mai 1963 - 24 mai 1972. A deținut în trecut funcția de ministru al învățământului.
Zalman Shazar s-a născut la 24 noiembrie 1889 în localitatea Mir din Belarus, pe atunci în Imperiul Rus, și care era renumită pentru instituțiile ei de învățământ religios (ieșiva). Părinții săi erau hasidim din curentul Habad.
În 1905 tânărul Rubashov s-a alăturat mișcării sioniste socialiste Poalei Tzion. În 1911 el a vizitat pentru întâia oară Palestina (Eretz Israel), patria străbunilor, pe atunci aflată sub dominație otomană și în care avea intenția să se stabilească pentru a participa la reclădirea ei.